# Cairns & Brothers Inc.
Cairns & Brothers fue una famosa compañía estadounidense fabricante de cascos de bombero hasta que fue absorbida por la empresa americana MSA en el año 2000.

## Historia

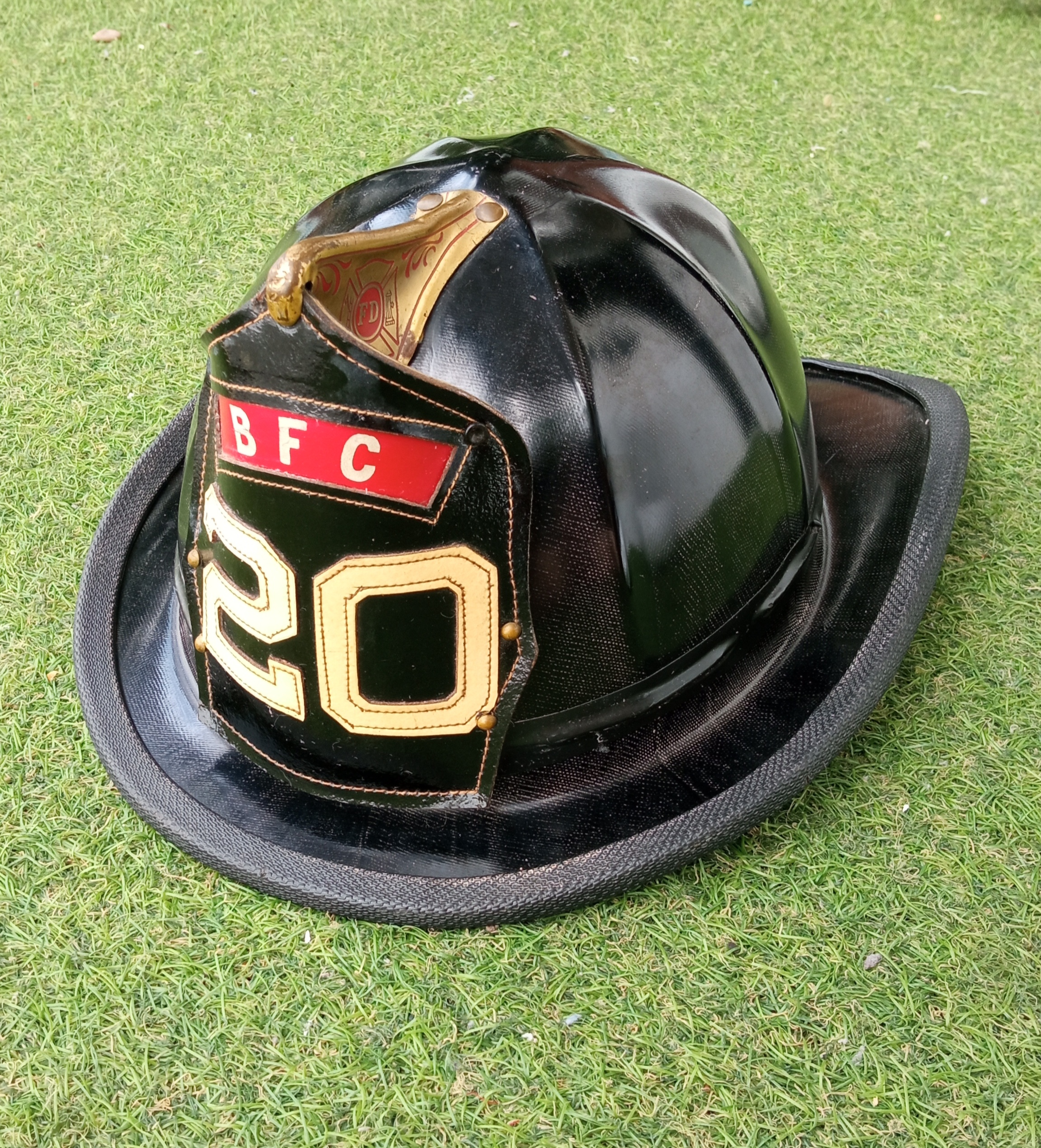
Casco de bombero Cairns & Brothers modelo 900 (década 1950)

El propósito del casco de bombero fue mostrar la membresía al departamento y Henry T.Gratacap vio la necesidad  de que también protegiera. El primer casco de bombero estadounidense fue creado en 1836 en Nueva York por  Gratacap, un bombero voluntario y fabricante de equipaje para viaje en un pequeño taller en las calles Brodway y Walker. Usando su conocimiento de los materiales de cuero duradero para el equipaje, desarrolló el primer casco de bombero con placa larga de cuero. El diseño original tenía cuatro "peines" (costuras elevadas) que cruzaban el casco en ambas direcciones, pero a través del uso se descubrió que cuantos más peines tenía un casco, más fuerte se volvía, por lo que los cascos se produjeron más tarde con ocho, doce y dieciséis. peines.
Poco después del desarrollo del primer casco, dos hermanos de apellido Cairns vieron la necesidad de identificar los cascos. Los hermanos Cairns trabajaban en el negocio de placas de metal, insignias y botones en Nueva York. Ellos desarrollaron una pieza de identificación delantera y un soporte para los cascos de bomberos.
Los hermanos Cairns colaboraron con Gratacap en la fabricación de cascos de cuero duradero con piezas delanteras de insignias de identificación. Esta colaboración continuó hasta la década de 1850, cuando se retiró Gratacap y se cambió al 143 de la calle Grand. Después del retiro de Gratacap, los hermanos Cairns continuaron desarrollando no solo el casco de bomberos y la pieza frontal, sino también otros equipos contra incendios. Los hermanos Cairns formaron su propia compañía, Cairns & Brother Inc.
En 1869, Gratacap se jubiló y vendió su próspero negocio a Jasper y Henry Cairns junto al secreto para producir cuero endurecido de los cascos “New Yorker”, los cuales serían sucedidos por otros dos hermanos Edward e Irving Cairns.
El 29 de mayo de 1876, Edward Cairns registra la solicitud de patente de su casco de bombero. Su solicitud se aprueba el 13 de junio.
En 1889, en la ciudad de Boston, cierra su taller el fabricante de cascos, Sr Oak Hall, y para quienes Cairns & Brothers hacia el águila que sujeta las placas de los cascos.
El 22 de junio de 1902, Irving Cairns patenta su banda reforzada de sus cascos para evitar el encogimiento.
En 1905 se presenta al mercado el modelo 350 “Senator”, hecho en aluminio y en 1907,Cairns cambia su taller de la calle Grand  a 186 Lafayette Street.
La década de 1920 fue un tiempo de desarrollo para los cascos de bombero y para sus fachadas, cuando el aluminio fue introducido como el componente principal del casco.  En 1933, el taller Olsen de 72 Grand Street pasa a ser parte de Cairns & brothers. En 1937 se presentan los cascos de bombero modelo 418 en aluminio con cola más doblada hacia abajo y el modelo 430 en cuero llamado Warbaby (para quienes prefieren cascos sin ornamentos). El de casco "5A New Yorker" fue introducido por la empresa Cairns & Brothers ya en 1940.
En la década de 1940 y a principios de 1950, una estructura para choque fue añadida al casco para aumentar la seguridad de la cabeza. En 1947 Cairns cambiaría a una nueva fábrica en Alwood, en Clifton (New Jersey) y en 1960 se presenta al mercado el modelo 880 “Century”.
En 1962, se estrena el casco de policarbonato formado en vacío, en 1974 el modelo 770 “Philadelphian”, en 1976, el modelo 910P “Continental”, en 1977 el modelo 660 “Phoenix” y el modelo 660 C “Metro”. En 1990 se presenta al mercado el modelo 1000 y en 1992 el 1010.
A través de los años, los cascos y las piezas delanteras siguieron cambiando. En mayo de 1997, Cairns & Brother Inc. crearon más de 27 millones de combinaciones posibles para una pieza frontal de un casco de fuego. Los colores, las formas, las texturas y las opciones de identificación de estilo eran interminables. La vieja pieza frontal de retención con una águila de bronce tallado de Cairns fue reintroducida también para sostener los nuevos diseños de placas frontales.
En el año 2000, Carins & Brothers es vendida a la empresa MSA-Mine Safety Applicance.